# 순천완주고속도로 31중 추돌사고
순천완주고속도로 31중 추돌사고는 2020년 2월 17일 전라북도 남원시 사매면 순천완주고속도로 완주방향 사매2터널내에서 31중 연쇄 추돌사고가 발생하여 5명이 숨지고, 43명이 부상을 당한 사건이다.
사고가 발생한 원인은 기상 악화(블랙아이스)로 인한 탱크트럭넘어짐과 동시에 불길과 함께 질산 18,000리터 중 일부가 유출됐고, 뒤 이어 차량 수십대가 연이어 추돌하는 상황이 발생한 것이다.